# لاري براون (لاعب كرة قاعدة)
لاري براون (بالإنجليزية: Larry Brown) هو لاعب كرة قاعدة أمريكي، ولد في 1 مارس 1940 في شينستون في الولايات المتحدة.

## وصلات خارجية
- لَاري براون على موقعبيزبول رفرنس.كوم (الدوري الرئيسي) (الإنجليزية)
- لَاري براون على موقع مشجعي الرسوم البيانية (الإنجليزية)